# 劉祥道
劉 祥道（りゅう しょうどう、596年 - 666年）は、唐代の官僚・政治家。字は同寿。本貫は魏州観城県。

## 経歴
吏部侍郎の劉林甫の子として生まれた。父の楽平県男の爵位を嗣いだ。永徽初年、中書舎人・御史中丞・吏部侍郎を歴任した。顕慶2年（657年）、黄門侍郎に転じ、知吏部選補をつとめた。祥道は人材の審査の術にまだ欠けたところがあるとして、その得失を上疏した。
顕慶3年（658年）、中書令の杜正倫が流民の多いことを指摘して、統治の弊害を言上した。高宗は祥道と杜正倫にその詳細を議論させた。公卿以下の官が改革に反対したため、改革は実施されなかった。ほどなく祥道は修礼の功により、陽城県侯に進封された。顕慶4年（659年）、刑部尚書に転じた。龍朔元年（661年）、検校蒲州刺史となった。龍朔3年（663年）、検校雍州長史を兼ねた。まもなく右相となった。祥道はたびたび老病を訴えて、宰相を退いて閑職につきたいと願い出た。まもなく司礼太掌伯（礼部尚書）に転じ、知政事（宰相）を退任した。
麟徳2年（665年）、高宗が泰山で封禅を行おうとすると、礼部は旧礼により、太常寺卿に亜献をつとめさせ、光禄寺卿に終献をつとめさせるよう言上した。祥道は九卿に封禅を補佐させるのはふさわしくないといって、これに反対した。このため司徒の徐王李元礼が亜献をつとめ、祥道が終献をつとめることになった。封禅が終わると、祥道は広平郡公に爵位を進められた。乾封元年（666年）、上表して引退を願い出た。金紫光禄大夫の位を加えられ、致仕を許された。この年のうちに死去した。享年は71。幽州都督の位を追贈された。諡は宣といった。
子の劉斉賢が爵位を嗣いだ。

## 伝記資料
- 『旧唐書』巻81 列伝第31
- 『新唐書』巻106 列伝第31